# Plutothrix trifasciata
Plutothrix trifasciata är en stekelart som först beskrevs av Thomson 1878.  Plutothrix trifasciata ingår i släktet Plutothrix och familjen puppglanssteklar. Arten är reproducerande i Sverige. Inga underarter finns listade i Catalogue of Life.